# Infestdead
Infestdead byla švédská death metalová kapela založená roku 1994 ve švédském městě Örebro jako vedlejší projekt hudebníka Dana Swanö z Edge of Sanity. Mimo něj v kapele účinkoval vokalista Andreas Axelsson (vulgo Dread). Logo kapely bylo složeno z nápisu INFESTDEAD, obráceného kříže a obráceného pentagramu.
Debutové studiové album nese název Hellfuck a vyšlo v roce 1997. V letech 1996 až 1999 vydala kapela 2 dlouhohrající desky a 1 EP u německého hudebního vydavatelství Invasion Records (to následně kvůli finančním těžkostem zaniklo).

## Diskografie
Studiová alba
- Hellfuck (1997)[1]
- JesuSatan (1999)

EP
- Killing Christ (1996)[2]

Various Artists kompilace
- Fall from Grace (1997) – VA kompilační 8" EP pěti kapel:  Murder Corporation, Infestdead, Dellamorte, Panzerchrist, Tumorhead

Split nahrávky
- Darkcide / Infestdead (2007) – split 7" vinyl společně s kapelou Darkcide

Kompilační alba
- Satanic Serenades (2016)